# Centropogon scabellus
Centropogon scabellus är en klockväxtart som beskrevs av Franz Elfried Wimmer. Centropogon scabellus ingår i släktet Centropogon och familjen klockväxter. Inga underarter finns listade i Catalogue of Life.